# Ipomoea burchellii
Ipomoea burchellii är en vindeväxtart som beskrevs av Carl Daniel Friedrich Meisner. Ipomoea burchellii ingår i släktet praktvindor, och familjen vindeväxter. Inga underarter finns listade i Catalogue of Life.